# Вакцина против COVID-19
Вакцина против COVID‑19 — вакцина, вызывающая формирование приобретённого иммунитета против коронавирусной инфекции COVID-19, вызываемой коронавирусом SARS-CoV-2.
Россия первой в мире 11 августа 2020 года зарегистрировала вакцину от COVID-19, получившую название «Спутник V». Препарат разработан при поддержке Российского фонда прямых инвестиций (РФПИ) Национальным исследовательским центром эпидемиологии и микробиологии имени Н. Ф. Гамалеи.
Начатая до начала пандемии COVID‑19 разработка вакцин против коронавирусных заболеваний, таких как тяжёлый острый респираторный синдром (SARS) и ближневосточный респираторный синдром (MERS), позволила сформировать знания о структуре и функции коронавирусов; эти знания позволили ускорить разработку различных вакцинных технологий в начале 2020 года.
По состоянию на 19 августа 2021 в число вакцин, одобренных Всемирной организацией здравоохранения для экстренного применения, вошли препараты Pfizer/BioNTech, Moderna, AstraZeneca, Johnson&Johnson, Sinopharm и Sinovac.
По состоянию на 20 августа 2021 года 112 вакцин-кандидатов находились на стадии клинических исследований, и 184 — на стадии доклинических исследований. Над 2 вакцинами-кандидатами работы были прекращены.
Многие страны внедрили планы поэтапной вакцинации населения. По этим планам приоритет отдаётся тем, кто подвержен наибольшему риску осложнений, например, пожилым людям и тем, кто подвержен высокому риску заражения и передачи, например, медицинским работникам.

## Предыстория
По состоянию на 2020 год уже были известны инфекции, вызываемые коронавирусами. У животных к этим инфекциям относятся заболевания, вызываемые у птиц коронавирусами птиц (AvCoVs) , у собак коронавирусами собак , у кошек коронавирусами кошачьих , у мышей коронавирусами мышей, у свиней, у телят, и т. д., немало коронавирусов и у разных видов рукокрылых.
К коронавирусным инфекциям, поражающим людей, относятся: COVID-19, вызываемый вирусом SARS-CoV-2, тяжёлый острый респираторный синдром (ТОРС), вызываемый вирусом SARS-CoV, и ближневосточный респираторный синдром (БВРС), вызываемый вирусом MERS-CoV. Кроме них, известны ещё коронавирусные инфекции у людей, вызываемых коронавирусами человека HCoV-229E, HCoV-NL63, HCoV-OC43, HCoV-HKU1.
Эффективных и безопасных вакцин против ТОРС и БВРС нет, есть только наработки. Против БВРС (возбудитель MERS-CoV) есть одна вакцина GLS-5300 на базе ДНК, прошедшая первую фазу клинических испытаний на людях, две вакцины на векторах аденовируса (ChAdOx1-MERS оксфордского университета и БВРС-ГамВак-Комби НИЦЭМ имени Гамалеи) и одна на векторе MVA MVA-MERS-S.

## Разработка вакцины против COVID-19
Штаммы вируса SARS-CoV-2, вызывающего опасное инфекционное заболевание — COVID-19, впервые обнаружили в декабре 2019 года. Геном вируса первыми полностью расшифровали службы здравоохранения Китая, 10 января его сделали публично доступным. 20 января 2020 года в китайской провинции Гуандун была подтверждена передача вируса от человека к человеку. 30 января 2020 года в связи со вспышкой эпидемии ВОЗ объявила чрезвычайную ситуацию международного значения в области здравоохранения, а 28 февраля 2020 года ВОЗ повысила оценку рисков на глобальном уровне с высоких на очень высокие. 11 марта 2020 года эпидемия была признана заболеванием с признаками пандемии.
Многие организации используют опубликованные геномы для разработки возможных вакцин против SARS-CoV-2. На 18 марта 2020 в работе принимали участие около 35 компаний и академических учреждений, причём три из них получали поддержку от Коалиции за инновации в области обеспечения готовности к эпидемиям (CEPI), в том числе проекты биотехнологических компаний Moderna и Inovio Pharmaceuticals, а также Университета Квинсленда.
По состоянию на март 2020 года велось около 300 исследований. До 23 апреля 2020 года в список перспективных разработок ВОЗ были включены 83 препарата, из которых 77 находились на стадии доклинических исследований и шесть проходили клинические исследования на людях.
Первую вакцину от коронавируса Convidicea зарегистрировали в Китае для вакцинации военнослужащих, это произошло 25.06.2020. Первую общедоступную вакцину «Гам-КОВИД-Вак» (Спутник V) зарегистрировали в России 11.08.2020.

## Сроки разработки
Типичная схема разработки и испытания вакцины в России состоит из множества этапов, причём этап производства вакцины и этап вакцинации протекают параллельно. От исследования вируса до производства вакцины по такой схеме может уйти от 10 до 15 лет.
| Базовые лабораторные исследования возбудителя Выбор первоначальной конструкции препарата |

| Испытания на клеточных культурах (in vitro) | Опыты на лабораторных животных (in vivo) |

| Фаза I 10 — 30 человек до 2 лет | Фаза II 50 — 500 человек до 3 лет | Фаза III > 1000 человек до 4 лет |

Высокая распространённость заболевания, из-за которой различия между группами вакцины и плацебо в испытаниях начинают достаточно быстро проявляться, новые технологии, предыдущий опыт создания вакцин против родственных вирусов, быстрое реагирование регулирующих органов на данные об эффективности вакцин и международное сотрудничество позволяют производить вакцины намного быстрее. В этом случае процесс производства возможен уже на стадии клинических испытаний.

## Технологическая платформа
Вакцины от COVID-19, над которыми работают учёные во всем мире, разрабатываются на разных технологических платформах, у каждой из которых есть преимущества и недостатки.
- Инактивированные вакцины получают путём выращивания SARS-CoV-2 в культуре клеток, обычно на клетках Vero, с последующей химической инактивацией вируса. Их можно производить относительно легко, однако их выход может быть ограничен продуктивностью вируса в культуре клеток и потребностью в производственных мощностях с высоким уровнем биобезопасности. Эти вакцины обычно вводятся внутримышечно и могут содержать квасцы (гидроксид алюминия) или другие адъюванты. Поскольку весь вирус представлен иммунной системе, иммунный ответ, вероятно, будет нацелен не только на спайковый белок SARS-CoV-2, но также на матрикс, оболочку и нуклеопротеин. Примерами зарегистрированных инактивированных вакцин являются CoronaVac (Sinovac, Китай), Covaxin (Bharat Biotech, Индия), Sinopharm (Sinopharm/Институт биологических препаратов Уханя, Китай), КовиВак (Центр Чумакова, Россия), BBIBP-CorV (Sinopharm/Институт биологических препаратов Пекина, Китай).
- Живые аттенуированные вакцины получают путём создания генетически ослабленной версии вируса, которая реплицируется в ограниченной степени, не вызывая заболевания, но вызывая иммунный ответ, подобный тому, который вызывается естественной инфекцией. Ослабление может быть достигнуто путём адаптации вируса к неблагоприятным условиям (например, рост при более низкой температуре, рост в нечеловеческих клетках) или путём рациональной модификации вируса (например, деоптимизация кодонов или удаление генов, ответственных за противодействие распознаванию врождённого иммунитета). Важным преимуществом этих вакцин является то, что их можно вводить интраназально, после чего они вызывают иммунную реакцию слизистых оболочек верхних дыхательных путей — главных входных ворот вируса. Кроме того, поскольку вирус реплицируется у вакцинированного индивидуума, иммунный ответ, вероятно, будет воздействовать как на структурные, так и на неструктурные вирусные белки посредством антител и клеточных иммунных ответов. Однако к недостаткам этих вакцин относятся проблемы безопасности и необходимость модификации вируса, что требует много времени, если проводится традиционными методами, и техническая сложность, если используется обратная генетика. Примерами живой аттенуированной вакцины служат BCG vaccine (Мельбурнский университет/Университет Неймегена, Нидерланды/США/Австралия) и COVI-VAC (Codagenix/Институт сыворотки Индии, США/Индия), находящиеся на стадии клинических испытаний.
- Векторные, нереплицирующиеся (в том числе аденовирусные) представляют большую группу вакцин, находящихся в разработке. Такие вакцины обычно основаны на другом вирусе, который был сконструирован для экспрессии белка-шипа и был отключён от репликации in vivo из-за делеции частей его генома. Большинство этих подходов основаны на аденовирусных векторах (AdV), хотя также используются модифицированные вирусы Анкара[нем.] (MVA), векторы вируса парагриппа человека, вирус гриппа, аденоассоциированный вирус и вирус Сендай. Большинство этих векторов вводятся внутримышечно, проникают в клетки вакцинированного человека и затем экспрессируют спайковый белок, на который реагирует иммунная система хозяина. Эти подходы имеют много преимуществ. Нет необходимости иметь дело с живым SARS-CoV-2 во время производства, существует значительный опыт производства больших количеств некоторых из этих векторов (первичная буст-вакцина на основе Ad26-MVA против вируса Эбола создана много лет назад), и векторы демонстрируют хорошую стимуляцию ответов как В-клеток, так и Т-клеток. Недостатком является то, что некоторые из этих векторов поражаются и частично нейтрализуются уже существующим векторным иммунитетом. Этого можно избежать, используя типы векторов, которые либо редки у людей, либо происходят от вирусов животных, либо используя вирусы, которые сами по себе не вызывают особого иммунитета (например, аденоассоциированные вирусы). Кроме того, иммунитет к векторам может быть проблематичным при использовании схем прайм-буста, хотя этого можно избежать, используя праймирование одним вектором и бустирование другим вектором. Примерами зарегистрированных нереплицирующихся векторных вакцин являются Гам-КОВИД-Вак (Спутник V) (Центр Гамалеи, Россия), Convidicea (CanSino Biologics, Китай), AZD1222 (Oxford/AstraZeneca) (AstraZeneca/Оксфордский университет, Швеция/Великобритания), COVID-19 Vaccine Janssen (Johnson & Johnson, Нидерланды/США)[23].
- Векторные, реплицирующиеся обычно происходят из аттенуированных или вакцинных штаммов вирусов, которые были сконструированы для экспрессии трансгена, в данном случае белка-шипа. В некоторых случаях также используются вирусы животных, которые не размножаются и не вызывают заболеваний у людей. Такой подход может привести к более устойчивой индукции иммунитета, поскольку вектор в некоторой степени распространяется у вакцинированного человека и часто также вызывает сильный врождённый иммунный ответ. Некоторые из этих векторов также можно вводить через поверхности слизистых оболочек, что может вызвать иммунный ответ. Как пример — вектор на основе вируса гриппа, разрабатываемый Пекинским институтом биологических продуктов. В настоящее время находится в разработке DelNS1-2019-nCoV-RBD-OPT1 (Университет Сямынь, Китай), зарегистрированные отсутствуют.
- Векторные, инактивированные. Некоторые вакцины-кандидаты от SARS-CoV-2, которые в настоящее время находятся в стадии разработки, основаны на вирусных векторах, которые отображают спайковый белок на своей поверхности, но затем инактивируются перед использованием. Преимущество этого подхода заключается в том, что процесс инактивации делает векторы более безопасными, поскольку они не могут реплицироваться даже в хозяине с ослабленным иммунитетом. Используя стандартные вирусные векторы, нелегко контролировать количество антигена, который представлен иммунной системе, однако в вакцинах с инактивированными векторами его можно легко стандартизировать, как в случае вакцин с инактивированными или рекомбинантными белками. Эти технологии в настоящее время находятся на доклинической стадии.
- ДНК-вакцины основаны на плазмидной ДНК, которая может производиться в больших количествах в бактериях. Обычно эти плазмиды содержат промоторы экспрессии у млекопитающих и ген, кодирующий белок-спайк, который экспрессируется у вакцинированного индивидуума при доставке. Большим преимуществом этих технологий является возможность крупномасштабного производства в E. coli, а также высокая стабильность плазмидной ДНК. Однако ДНК-вакцины часто демонстрируют низкую иммуногенность и должны вводиться с помощью устройств доставки, чтобы сделать их эффективными. Это требование к устройствам доставки, таким как электропораторы, ограничивает их использование. Зарегистрированные ДНК-вакцины отсутствуют, на стадии клинических испытаний находятся, например, INO-4800 (Inocio Pharmaceuticals, США/Южная Корея), AG0301-COVID19 (AnGes Inc., Япония), ZyCoV-D (Zydus Cadila, Индия).
- РНК-вакцины появились относительно недавно. Подобно ДНК-вакцинам, генетическая информация об антигене доставляется вместо самого антигена, и затем антиген экспрессируется в клетках вакцинированного человека. Можно использовать либо мРНК (модифицированную), либо самореплицирующуюся РНК. Для мРНК требуются более высокие дозы, чем для самореплицирующейся РНК, которая амплифицируется сама, и РНК обычно доставляется через липидные наночастицы. РНК-вакцины показали большие перспективы в последние годы, и многие из них находятся в стадии разработки, например, против вируса Зика или цитомегаловируса. В качестве потенциальных вакцин против SARS-CoV-2 были опубликованы многообещающие результаты доклинических испытаний. Преимущества этой технологии заключаются в том, что вакцину можно производить полностью in vitro. Однако технология является новой, и неясно, с какими проблемами столкнутся в плане крупномасштабного производства и стабильности при долгосрочном хранении, поскольку требуется ультранизкая температура. Кроме того, эти вакцины вводятся путём инъекции и поэтому вряд ли вызовут сильный иммунитет слизистой оболочки. Зарегистрированы и активно применяются Comirnaty (Pfizer/BioNTech/Fosun Pharma, США/Германия/Китай) и Moderna (Moderna/NIAID, США), на стадии клинических испытаний находятся ещё 5 вакцин.
- Рекомбинантные белковые вакцины можно разделить на рекомбинантные вакцины на основе спайк-белков, рекомбинантные вакцины на основе RBD (англ. Receptor-binding domain) и вакцины на основе вирусоподобных частиц (англ. VLP, virus-like particle). Эти рекомбинантные белки могут экспрессироваться в различных системах экспрессии, включая клетки насекомых, клетки млекопитающих, дрожжи и растения; вполне вероятно, что вакцины на основе RBD также могут быть экспрессированы в Escherichia coli. Выходы, а также тип и степень посттрансляционных модификаций варьируются в зависимости от системы экспрессии. В частности, для рекомбинантных вакцин на основе шипованных белков модификации, такие как делеция многоосновного сайта расщепления, включение двух (или более) стабилизирующих мутаций и включение доменов тримеризации, а также способ очистки (растворимый белок против экстракции через мембрану) — может влиять на вызванный иммунный ответ. Преимущество этих вакцин состоит в том, что их можно производить не обращаясь с живым вирусом. Кроме того, некоторые вакцины на основе рекомбинантных белков, такие как вакцина FluBlok от гриппа, были лицензированы, и имеется значительный опыт их производства. Есть и недостатки. Спайковый белок относительно сложно экспрессировать, и это, вероятно, повлияет на продуктивность и на то, сколько доз можно получить. RBD легче экспрессировать; однако это относительно небольшой белок, когда он экспрессируется сам по себе, и, хотя сильные нейтрализующие антитела связываются с RBD, у него отсутствуют другие нейтрализующие эпитопы, которые присутствуют на полноразмерном шипе. Это может сделать вакцины на основе RBD более подверженными влиянию антигенного дрейфа, чем вакцины, содержащие полноразмерный спайковый белок. Подобно инактивированным вакцинам, эти кандидаты обычно вводятся путём инъекции, и не ожидается, что они приведут к устойчивому иммунитету слизистой оболочки. Примеры рекомбинантной белковой вакцины — Конвасэл, первая в мире зарегистрированная вакцина против COVID-19 на основе нуклекапсидного белка (ФГУП СПбНИИВС ФМБА России), ЭпиВакКорона (Центр «Вектор», Россия) и ZF2001 (Институт микробиологии, Китай)[24].

## Вакцины

### Вакцины, разрешённые к применению
| Вакцина, дата регистрации, разработчик                                                                                            | Платформа                                                            | Введение, кол. доз (интервал между дозами)        | Эффективность, хранение                                                                                             | Клинические исследования, опубликованные отчёты | Разрешение 0для0экстренного0 применения | Разрешение для0полноценного применения                                                                                   |
| --- | -------------------------------------------------------------------- | ------------------------------------------------- | --- | --- | --- | --- |
| Конвасэл 18.03.2022 в РФ ФГУП СПбНИИВС ФМБА России                                                                                | субъединичная рекомбинантная                                         | Внутримышечно, 1 доза                             | 12 мес. 2 — 8 °C | Study of the Immunogenicity, Safety and Tolerability of the Convacell Vaccine Immunogenicity, Efficacy and Safety Trial of the Convacell Vaccine in Healthy Volunteers Aged 18 Years and Older | Республика Никарагуа | Российская Федерация |
| Спутник V (Гам-КОВИД-Вак) 11.08.2020 в РФ НИЦЭМ им. Н. Ф. Гамалеи                                                                 | нереплицирующийся аденовирусный вектор человека серотипов Ad26 и Ad5 | Внутримышечно или интраназально, 2 дозы (21 день) | 92 % < −18 °C: форма выпуска заморожен., 6 мес. 2 — 8 °C: форма выпуска жидкая, 2 мес. 2 — 8 °C: лиофилизат, 6 мес. | Фаза I·II, NCT04436471 Фаза III, NCT04530396 Фаза I·II, NCT04437875Фаза I—II, сочетание с «AstraZeneca», NCT04760730Фаза II, сочетание с «AstraZeneca», NCT04686773 Фаза II, 60+,NCT04587219 Фаза III, NCT04564716Фаза III, NCT04642339 Фаза II·III, NCT04640233 Фаза III, NCT04656613Фаза III, NCT04564716 doi:10.1016/S0140-6736(20)31866-3 doi:10.1016/S0140-6736(21)00234-8 doi:10.1016/j.eclinm.2021.101027 doi:10.1038/d41586-021-01813-2 | Список - • Албания - • Алжир - • Ангола - • Антигуа и Барбуда - • Аргентина - • Армения - • Азербайджан - • Бахрейн - • Бангладеш - • Белоруссия - • Боливия - • Бразилия - • Камерун - • Джибути - • Эквадор - • Египет - • Габон - • Гана - • Гватемала - • Гайана - • Гондурас - • Венгрия - • Индия - • Иран - • Ирак - • Иордания - • Казахстан - • Кения - • Киргизия - • Лаос - • Ливия - • Ливан - • Мальдивские острова - • Мали - • Маврикий - • Мексика - • Монголия - • Марокко - • Мьянма - • Намибия - • Непал - • Никарагуа - • Северная Македония - • Оман - • Пакистан - • Панама - • Парагвай - • Филиппины - • Молдавия - • ДР Конго                                              | |
| ЭпиВакКорона 13.10.2020 в РФ ГНЦВБ «Вектор»                                                                                       | рекомбинантная, пептидная                                            | Внутримышечно, 2 дозы (14-21 день)                | 94 % 2 — 8 °C: форма выпуска жидкая, 6 мес.                                                                         | Фаза I·II, NCT04527575 Фаза III, NCT04780035 doi:10.15690/vramn1528 doi:10.15789/2220-7619-ASB-1699 | • Россия • Туркменистан | |
| Comirnaty (Pfizer/BioNTech) 02.12.2020 в Великобритания 21.12.2020 в ЕС 31.12.2020 в ВОЗ BioNTech Fosun Pharma Pfizer             | РНК-вакцина (инкапсули- рована в липосомы)                           | Внутримышечно, 2 дозы (21 день)                   | 95 % -90 − −60 °C: 6 мес. 2 — 8 °C: 5 дней 30 °C: 2 часа                                                            | Фаза I, NCT04523571 Фаза II·III, NCT04368728 Фаза I,ChiCTR2000034825 Фаза II·III, NCT04754594 Фаза I, дети до 12 лет, NCT04816643 Фаза I, NCT04936997 Фаза II, NCT04824638 Фаза I, при аутоиммунных заболеваниях, NCT04839315 Фаза I·II,NCT04588480 Фаза II, NCT04649021 Фаза I·II, 2020-001038-36 Фаза II, NCT04761822 Фаза II, сочетание с «AstraZeneca», NCT04860739 Фаза II, сочетание с «AstraZeneca», 2021-001978-37 Фаза II, сочетание с «AstraZeneca», NCT04907331 Фаза II, NCT04894435 Фаза II, ISRCTN73765130 Фаза I·II, NCT04380701 Фаза III, NCT04713553 Фаза III, NCT04816669 Фаза III, подростки, NCT04800133 Фаза III, у лиц с иммунодефицитом, NCT04805125 Фаза I·II, NCT04537949 Фаза IV, NCT04760132 Фаза II, исследование графиков, ISRCTN69254139Фаза II, у лиц с иммунодефицитом с 2 лет, NCT04895982 Фаза IV, NCT04780659 doi:10.1038/s41586-020-2639-4 doi:10.1056/NEJMoa2027906 doi:10.1056/NEJMoa2034577 Фаза III: BioNTech + Pfizer doi:10.21203/rs.3.rs-137265/v1 | Список - • Албания - • Аргентина - • Бахрейн - • Великобритания - • ВОЗ - • Израиль - • Иордания - • Ирак - • Казахстан - • Канада - • Катар - • Колумбия - • Коста-Рика - • Кувейт - • Малайзия - • Мексика - • ОАЭ - • Оман - • Панама - • Сингапур - • США - • Филиппины - • Узбекистан - • Чили - • Эквадор - • Андорра - • Бразилия - • Ватикан - • Гонконг - • Ливан - • Лихтенштейн - • Македония - • Монако - • Нидерланды (острова Аруба) - • Новая Зеландия - • Республика Корея - • Руанда - • Сент-Винсент и Гренадины - • Суринам - • Япония | • Австралия • Гренландия • ЕС • Исландия • Норвегия • Сауд. Аравия • Сербия • США • Украина • Швейцария • Фарерские о-ва |
| Moderna(Spikevax) 18.12.2020 в США 6.01.2021 в ЕС Moderna NIAID BARDA                                                             | РНК-вакцина (инкапсули- рована в липосомы)                           | Внутримышечно, 2 дозы (28 дней)                   | 94,5 % -25 − −15 °C, 2 — 8 °C: 30 дней 8 — 25 °C: 12 часов                                                          | Фаза I, NCT04283461 Фаза I, при аутоиммунных заболеваниях, NCT04839315Фаза I, NCT04785144 Фаза I, NCT04813796 Фаза I—II, NCT04889209 Фаза II, NCT04405076 Фаза II, при онкозаболеваниях, NCT04847050 Фаза II, 65+, NCT04748471 Фаза II, NCT04761822 Фаза II, комбинации разных вакцин, NCT04894435 Фаза II, третья доза при трансплантации почек, NCT04930770 Фаза II, ISRCTN73765130 Фаза II·III, NCT04649151 Фаза II·III, дети 6 мес.-12 лет NCT04796896 Фаза III, при иммунодефиците и аутоиммунных заболеваниях, NCT04806113 Фаза III, NCT04860297 Фаза III, NCT04811664 Фаза III, NCT04811664 doi:10.1056/NEJMoa2022483 doi:10.1056/NEJMoa2035389 | Список - • США - • Канада - • Израиль - • Великобритания - • Швейцария - • Саудовская Аравия - • Сингапур - • Андорра - • Лихтенштейн - • Катар - • Сент-Винсент и Гренадины - • Вьетнам | • ЕС • Норвегия • Исландия • Фарерские о-ва • Гренландия                                                                 |
| AstraZeneca (Vaxzevria, Covishield) 30.12.2020 в Великобрит. 29.01.2021 в ЕС 10.02.2021 в ВОЗ AstraZeneca Оксфордский университет | нереплицир. вирусный вектор,аденовирус шимпанзе                      | Внутримышечно, 2 дозы (4-12 недель)               | 63 % | Фаза I, PACTR20200568189… Фаза II·III,NCT04400838 Фаза I·II,PACTR2020069221… Фаза II·III,20-001228-32 Фаза I·II, 2020-001072-15 Фаза III, ISRCTN89951424 Фаза I·II, NCT04568031 Фаза III, NCT04516746 Фаза I·II, NCT04444674 Фаза III, NCT04540393 Фаза I·II, NCT04324606 Фаза III, NCT04536051 Фаза I·II,+Sp NCT04684446 Фаза II,+Sp NCT04686773 doi:10.1016/S0140-6736(20)31604-4 doi:10.1038/s41591-020-01179-4 doi:10.1038/s41591-020-01194-5 doi:10.1016/S0140-6736(20)32466-1 doi:10.1016/S0140-6736(20)32661-1 | Список - • Аргентина - • Бангладеш - • Бразилия - • Бахрейн - • Великобрит. - • Венгрия - • Вьетнам - • Доминиканская республика - • Индия - • Ирак - • Мьянма - • Мексика - • Непал - • Пакистан - • Сальвадор - • Саудовская Аравия - • Таиланд - • Филиппины - • Шри-Ланка - • Эквадор - • Украина - • Узбекистан - • ВОЗ - • Андорра - • Чили - • Египет - • Эфиопия - • Дания (Фарерские острова и Гренландия) - • Гамбия - • Гана - • Гвиана - • Исландия - • Индонезия - • Кот'Д'Ивуар - • Малави - • Малайзия - • Мальдивы - • Мавритания - • Марокко - • Нигерия - • Норвегия - • Руанда - • Сент-Винсент и Гренадины - • Сербия - • Сьерра-Леоне - • ЮАР - • Судан - • Суринам - • Тайвань | • ЕС • Австралия • Канада • Южная Корея • Украина                                                                        |
| BBIBP-CorV 09.12.2020 в ОАЭ Sinopharm China National Biotec Group Beijing Institute of Bio. Prod.                                 | инактивир. вакцина на клетках Vero                                   | Внутримышечно, 2 дозы                             | 79,34 % | Фаза I·II,ChiCTR2000032459 Фаза III,NCT04560881 Фаза III, NCT04510207 doi:10.1016/S1473-3099(20)30831-8 | Список - • Аргентина - • Венгрия - • Египет - • Иран - • Ирак - • Иордания - • Камбоджа - • Киргизия - • Лаос - • Макао - • Марокко - • Непал - • Пакистан - • Перу - • Сенегал - • Сербия - • Зимбабве | • ОАЭ • Бахрейн • Китай • Сейшельские острова                                                                            |
| Sinopharm 25.02.2021 в Китае Sinopharm China National Biotec Group Wuhan Institute of Bio. Prod.                                  | инактивир. вакцина на клетках Vero                                   | Внутримышечно, 2 дозы                             | 72,51 % | Фаза I·II,ChiCTR2000031809 Фаза III,ChiCTR2000034780 Фаза III,ChiCTR2000039000 Фаза III,NCT04612972 Фаза III,NCT04510207 doi:10.1001/jama.2020.15543 | • ОАЭ | • Китай |
| CoronaVac 6.02.2021 в Китае Sinovac Biotech                                                                                       | инактивир. вакцина на клетках Vero с адъювантом Al(OH)3              | Внутримышечно, 2 дозы                             | 50,34 % — в Бразилии, 65,3 % — в Индонезии, 91,25 % — в Турции                                                      | Фаза I·II, NCT04383574 Фаза III, NCT04456595 Фаза I·II, NCT04352608 Фаза III, NCT04508075 Фаза I·II, NCT04551547 Фаза III, NCT04582344 Фаза III, NCT04617483 Фаза III, NCT04651790 doi:10.1016/S1473-3099(20)30843-4 doi: 10.1186/s13063-020-04775-4 | Список - • Азербайджан - • Боливия - • Бразилия - • Индонезия - • Колумбия - • Лаос - • Турция - • Чили - • Уругвай - • Камбоджа - • Казахстан - • Эквадор - • Лаос - • Малайзия - • Мексика - • Таиланд - • Тунис - • Парагвай - • Филиппины - • Украина - • Зимбабве | • Китай |
| Convidicea 25.06.2020 (для военнослуж. Китая) 25.02.2021 в Китае CanSino Biologics Beijing Institute of Bio. Prod.                | нереплицир. вирусный вектор,аденовирус человека (тип Ad5)            | Внутримышечно, 1 доза                             | 65,28 % | Фаза I,ChiCTR2000030906 Фаза II,ChiCTR2000031781 Фаза I, NCT04313127 Фаза II, NCT04566770 Фаза I, NCT04568811 Фаза II, NCT04341389 Фаза I, NCT04552366 Фаза III, NCT04526990 Фаза I·II, NCT04398147 Фаза III, NCT04540419 doi:10.1016/S0140-6736(20)31208-3 doi:10.1016/S0140-6736(20)31605-6 | • Мексика • Пакистан • Венгрия | • Китай |
| Covaxin 03.01.2021 в Индии Bharat Biotech                                                                                         | инактивир. вакцина                                                   | Внутримышечно, 2 дозы                             | 80,6 % | Фаза I·II, NCT04471519 Фаза III, NCT04641481 Фаза I·II,CTRI/2020/07/026300 Фаза I·II,CTRI/2020/09/027674 doi:10.1101/2020.12.11.20210419 | • Иран • Индия • Зимбабве | |
| QazVac (QazCovid-in) 13.01.2021 в Казахстане НИИ проблем биобезопасн.                                                             | инактивир. вакцина                                                   | Внутримышечно, 2 дозы (21 день)                   | 96 % (I—II фазы) 2 — 8 °C: форма выпуска жидкая.                                                                    | Фаза I·II, NCT04530357 Фаза III, NCT04691908 | • Казахстан | |
| КовиВак 19.02.2021 в РФ ФНЦИРИП имени М. П. Чумакова                                                                              | инактивир. вакцина                                                   | Внутримышечно, 2 дозы (14 дней)                   | 2 — 8 °C: форма выпуска жидкая, 6 мес.                                                                              | Фаза I—II, https://clinline.ru/reestr-klinicheskih-issledovanij/502-21.09.2020.html | • Россия | |
| Janssen 27.02.2021 в США 11.03.2021 в ЕС Janssen Pharmaceutica Johnson & Johnson                                                  | нереплицир. вирусный вектор, аденовирус человека (тип Ad26)          | Внутримышечно, 1 или 2 дозы                       | 66,9 % | Фаза I, NCT04509947 Фаза III, NCT04505722 Фаза I·II, NCT04436276 Фаза III, NCT04614948 Фаза II, 2020-002584-63/DE Фаза II, NCT04535453 doi:10.1101/2020.09.23.20199604 doi:10.1056/NEJMoa2034201 | Список - Андорра - Бахрейн - Дания (Фарерские острова и Гренландия) - Исландия - Канада - Лихтенштейн - Норвегия - Сент-Винсент и Гренадины - США - ЮАР - ВОЗ | • ЕС |
| ZF2001 01.03.2021 в Узбекистане Anhui Zhifei Longcom Bio. Institute of Microbiology                                               | рекомбинанатная белковая                                             | Внутримышечно, 3 дозы                             | | Фаза I, NCT04445194 Фаза II, NCT04466085 Фаза I, ChiCTR2000035691 Фаза III, ChiCTR2000040153 Фаза I, NCT04636333 Фаза III, NCT04646590 Фаза I·II,60+ NCT04550351 doi:10.1101/2020.12.20.20248602 | • Узбекистан • Китай | |
| Sputnik Light 06.05.2021 в России НИЦЭМ им. Н. Ф. Гамалеи                                                                         | нереплицир. вирусный вектор аденовирус человека тип Ad26             | Внутримышечно, 1 доза                             | 80 % | Фаза I·II, NCT04713488 Фаза III, NCT04741061 | Список - • Россия - • Казахстан | |
| NVX‑CoV2373 Novavax | рекомбин. белковая                                                   | Внутримышечно, 2 дозы (21 день)                   | 90 % | Фаза I·II, NCT04368988 Фаза III, NCT04611802 Фаза II, NCT04533399 Фаза III, 2020-004123-16 Фаза II,PACTR202009726132275 Фаза III, NCT04583995 doi:10.1056/NEJMoa2026920 doi:10.1016/j.vaccine.2020.10.064 | •ЕС •Индонезия •Филиппины | |
| TurcoVac ERUCOV-VAC | инактивир. вакцина                                                   | Внутримышечно, 1 доза (бустер)                    | | Фаза I,NCT04691947Фаза II,NCT04824391 Фаза III,NCT04942405 | •Турция | |

### Вакцины-кандидаты
|    | Вакцина, разработчик                                           | Платформа                   | Примечание                                     | Введение, кол. доз. | Клинические исследования, опубликованные отчёты |
| -- | -------------------------------------------------------------- | --------------------------- | ---------------------------------------------- | ------------------- | --- |
| 12 | CVnCoV CureVac                                                 | РНК-вакцина                 | мРНК Неудача клинических испытаний в июне 2021 | ВМ, 2 (0; 28)       | Фаза I, NCT04449276 Фаза II, NCT04515147 Фаза II, PER-054-20 Фаза II·III, NCT04652102 Фаза III, NCT04674189                                             |
| 13 | Institute of Medical Biology Chinese Academy of Med.           | инактивир. вакцина          |                                                | ВМ, 2 (0; 28)       | Фаза I·II, NCT04470609 Фаза III, NCT04659239 Фаза I·II, NCT04412538 doi:10.1101/2020.09.27.20189548                                                     |
| 15 | INO-4800 Inovio Pharmaceuticals Internationale Vaccine Instit. | ДНК-вакцина                 | с плазмидами                                   | ВК, 2 (0; 28)       | Фаза I, NCT04336410 Фаза II, ChiCTR2000040146 Фаза I, ChiCTR2000038152 Фаза I·II, NCT04447781 Фаза II·III, NCT04642638 doi:10.1016/j.eclinm.2020.100689 |
| 16 | AG0301-COVID19 AnGes / Takara Bio Осакский университет         | ДНК-вакцина                 |                                                | ВМ, 2 (0; 14)       | Фаза I·II, NCT04463472 Фаза II·III, NCT04655625 Фаза I·II, NCT04527081 Фаза I·II, jRCT2051200085                                                        |
| 17 | ZyCoV-D Zydus Cadila Ltd.                                      | ДНК-вакцина                 |                                                | ВК, 3 (0;28;56)     | Фаза I·II, CTRI/2020/07/026352 Фаза III, CTRI/2020/07/026352 ???                                                                                        |
| 18 | GX-19 Genexine Consortium                                      | ДНК-вакцина                 |                                                | ВМ, 2 (0; 28)       | Фаза I·II, Юж. Корея NCT04445389 Фаза I·II, NCT04715997                                                                                                 |
| 20 | KBP-COVID-19 Kentucky Bioprocessing                            | рекомбин. белковая          |                                                | ВМ, 2 (0; 21)       | Фаза I·II, TBC, NCT04473690 |
| 21 | Sanofi Pasteur GlaxoSmithKline                                 | рекомбин. белковая          |                                                | ВМ, 2 (0; 21)       | Фаза I·II, NCT04537208 Фаза III, PACTR202011523101903                                                                                                   |
| 22 | ARCT-021 Arcturus Therapeutics                                 | РНК-вакцина                 | мРНК                                           | ВМ                  | Фаза I·II, NCT04480957 Фаза II, NCT04668339 Фаза II, NCT04728347                                                                                        |
| 23 | Serum Institute of India Accelagen Pty                         | рекомбин. белковая          |                                                | ИН, 2 (0; 28)       | Фаза I·II, ACTRN12620000817943 Фаза I·II, ACTRN12620001308987                                                                                           |
| 24 | Beijing Minhai Biotech.                                        | инактивир. вакцина          |                                                | ВМ, 1, 2 или 3      | Фаза I, ChiCTR2000038804 Фаза II, ChiCTR2000039462 |
| 25 | GRAd-COV2 ReiThera Leukocare Univercells                       | нереплицир. вирусный вектор | аденовирус гориллы                             | ВМ, 1               | Фаза I, Италия NCT04528641 Фаза II—III, NCT04672395 |
| 26 | VXA-CoV2-1 Vaxart                                              | нереплицир. вирусный вектор | аденовирус человека Ad5 + TLR3                 | орально, 2 (0; 28)  | Фаза I, NCT04563702 |
| 27 | MVA-SARS-2-S Мюнхенский университет                            | нереплицир. вирусный вектор | аденовирус                                     | ВМ, 2 (0; 28)       | Фаза I, NCT04569383 |
| 28 | SCB-2019 Clover Biopharmaceuticals GlaxoSmithKline Dynavax     | рекомбин. белковая          |                                                | ВМ, 2 (0; 21)       | Фаза I, NCT04405908 Фаза II·III, NCT04672395 doi:10.1101/2020.12.03.20243709                                                                            |
| 29 | COVAX-19 Vaxine Pty                                            | рекомбин. белковая          |                                                | ВМ, 1               | Фаза I, Австралия NCT04453852 |
|    | CSL / Seqirus Квинслендский универ.                            | рекомбин. белковая          | прекращение работ                              | ВМ, 2 (0; 28)       | Фаза I, Австралия, ACTRN12620000674932 Фаза I, Австралия, NCT04495933                                                                                   |
| 30 | Medigen Vaccine Bio. Dynavax NIAID                             | рекомбин. белковая          |                                                | ВМ, 2 (0; 28)       | Фаза I, NCT04487210 Фаза II, NCT04695652 |
| 31 | FINLAY-FR Instituto Finlay de Vacunas                          | рекомбин. белковая          |                                                | ВМ, 2 (0; 28)       | Фаза I, RPCEC00000338 Фаза I·II, RPCEC00000332 Фаза I, RPCEC00000340 Фаза II, RPCEC00000347 Фаза III, RPCEC00000354                                     |
| 33 | West China Hospital Sichuan University                         | на основе протеина          |                                                | ВМ, 2 (0; 28)       | Фаза I, ChiCTR2000037518 Фаза II, ChiCTR2000039994 Фаза I, NCT04530656 Фаза I, NCT04640402                                                              |
| 34 | CoVac-1 Тюбингенский университет                               | рекомбин. белковая          |                                                | ПК, 1               | Фаза I, NCT04546841 |
| 35 | UB-612 COVAXX United Biomedical                                | рекомбин. белковая          |                                                | ВМ, 2 (0; 28)       | Фаза I, NCT04545749 Фаза II·III, NCT04683224 |
|    | TMV-083 Merck & Co. Themis Институт Пастера                    | вирусный вектор             | прекращение работ                              | ВМ, 1               | Фаза I, NCT04497298 |
|    | V590 Merck & Co. IAVI                                          | вирусный вектор             | прекращение работ                              | ВМ, 1               | Фаза I, NCT04569786 Фаза I·II, NCT04498247 |
| 36 | University of Hong Kong Xiamen University                      | реплицир. вирусный вектор   |                                                | ИН, 1               | Фаза I, ChiCTR2000037782 Фаза I, ChiCTR2000039715 |
| 37 | LNP-nCoVsaRNA Имперский колледж Лонд.                          | РНК-вакцина                 | прекращение работ                              | ВМ, 2               | Фаза I, ISRCTN17072692 |
| 38 | Academy of Military Sc. Walvax Biotechnology                   | РНК-вакцина                 |                                                | ВМ, 2 (0; 21)       | Фаза I, ChiCTR2000034112 Фаза II, ChiCTR2000039212 |
| 39 | CoVLP Medicago Inc                                             | рекомбин. белковая          | VLP                                            | ВМ, 2 (0; 21)       | Фаза I, NCT04450004 Фаза II·III, NCT04636697 Фаза II, NCT04662697                                                                                       |
| 40 | COVID‑19/aAPC Shenzhen Genoimmune                              | вирусный вектор             |                                                | ПК, 3 (0;14;28)     | Фаза I, NCT04299724 |
| 41 | LV-SMENP-DC Shenzhen Genoimmune                                | вирусный вектор             |                                                | ПК, 1               | Фаза I·II, NCT04276896 |
| 42 | Adimmune Corporation                                           | рекомбин. белковая          |                                                |                     | Фаза I, NCT04522089 |
| 43 | Entos Pharmaceuticals                                          | ДНК-вакцина                 |                                                | ВМ, 2 (0; 14)       | Фаза I, NCT04591184 |
| 44 | CORVax Providence Health & Serv.                               | ДНК-вакцина                 |                                                | ВК, 2 (0; 14)       | Фаза I, NCT04627675 |
| 45 | ChulaCov19 Университет Чулалонгкорна                           | РНК-вакцина                 |                                                | ВМ, 2 (0; 21)       | Фаза I, NCT04566276 |
| 46 | Symvivo                                                        | ДНК-вакцина                 | орально                                        | ОР, 1               | Фаза I, NCT04334980 |
| 47 | ImmunityBio Inc.                                               | вирусный вектор             |                                                | ОР, 1               | Фаза I, NCT04591717 Фаза I, NCT04710303 |
| 48 | COH04S1 City of Hope Medical                                   | вирусный вектор             |                                                | ВМ, 2 (0; 28)       | Фаза I, NCT04639466 |
| 49 | IIBR-100 (Brilife) Institute for Biological research           | вирусный вектор             |                                                | ОР, 1               | Фаза I·II, NCT04608305 |
| 50 | Aivita Biomedical Institut of HealthResearch                   | вирусный вектор             |                                                | ВМ, 1               | Фаза I, NCT04690387 Фаза I·II, NCT04386252 |
| 51 | Codagenix Serum Institut of India                              | живой вирус                 |                                                | 1 или 2             | Фаза I, NCT04619628 |
| 52 | Center for Genetic Ing.                                        | рекомбин. белковая          |                                                | ВМ, 3 (0;14;28)     | Фаза I·II, RPCEC00000345 |
| 53 | Center for Genetic Ing.                                        | рекомбин. белковая          |                                                | ВМ, 3 (0;14;28)     | Фаза I·II, RPCEC00000346 Фаза I·II, RPCEC00000306 |
| 54 | VLA2001 Valneva Austria GmbH                                   | инактив. вирус              |                                                | ВМ, 2 (0; 21)       | Фаза I·II, NCT04671017 Фаза III, NCT04864561 |
| 55 | BECOV2 Biological E. Limited                                   | рекомбин. белковая          |                                                | ВМ, 2 (0; 21)       | Фаза I·II, CTRI/2020/11/029032 |

Примечание:

1. Порядок расположения вакцин-кандидатов и их компаний-разработчиков в таблице соответствует данным ВОЗ. 

2. Способ введения вакцины: ВМ — внутримышечно, ПК — подкожно, ВК — внутрикожно, ИН — интраназально, ОР — орально.
 — завершённые фазы испытаний
 — незавершённые фазы испытаний

## Эффективность вакцины
Под эффективностью вакцины (от англ. Vaccine efficacy) подразумевается сокращение случаев заболевания в вакцинированной группе людей по сравнению с не вакцинированной группой.
Эффективность вакцины зависит от многих факторов: от преобладающих вариантов вируса, интервала между вакцинациями (интервал времени между первой и второй проставленной дозой), сопутствующих заболеваний, возрастной структуры населения, интервала времени с момента окончания вакцинации и других параметров, таких как соблюдение температурного режима хранения и транспортировки вакцины и т. д.
На начало 2021 года были разработаны несколько вакцин, производители которых заявляли следующие значения эффективности:
- Спутник V от НИЦЭМ им. Н. Ф. Гамалеи — 92 %
- AZD1222 от AstraZeneca и Оксфордского университета — 63 %
- Тозинамеран от BioNTech и Pfizer — 95 %
- mRNA-1273 от Moderna — 94,5 %

Эти значения эффективности были достигнуты при разных условиях. Так регистрацию случаев COVID-19 при клинических исследования тозинамерана BioNTech и Pfizer начинали через 7 дней после проставления второй дозы. Все случаи COVID-19 до этого момента игнорировались. Разработчики от НИЦЭМ им. Н. Ф. Гамалеи при клинических исследованиях вакцины Спутник V начинали регистрировать случаи COVID-19 уже в день инъекции второй дозы, когда защитное воздействие второй дозы вакцины на иммунную систему человека ещё не проявилось.
FDA и EMA установили 50 % в качестве порога эффективности вакцин.
Количество привитых пациентов со случаями COVID-19 постоянно увеличивается. Так согласно данным еженедельного отчёта Института Роберта Коха по ситуации с COVID-19 в Германии, в симптоматических случаях COVID-19 в возрастной группе пациентов от 18 до 59 лет, доля привитых составляет 50,6 %. А в возрастной группе пациентов старше 60 лет — 65,7 %. Это означает: из всех людей старше 60 лет, заразившихся COVID-19 за последние четыре недели, 65,7 процента были полностью вакцинированы. Уровень вакцинации по Германии для данного периода составлял около 71 %.
Такой рост числа привитых среди заболевших может объясняться ростом доли людей, привитых более 6 месяцев назад. При этом эффективность ревакцинации для возрастной группы 18-59 лет около 90 %, для людей старше 60 лет она превышает 90 %. Кроме того, большое число привитых может защищать часть невакцинированных от риска заражения.
|                                                                      | 5 — 11 лет        | 12 — 17 лет          | 18 — 59 лет              | 60 и более лет         |
| -------------------------------------------------------------------- | ----------------- | -------------------- | ------------------------ | ---------------------- |
| Случаи COVID-19 симптоматические из них полностью вакцинированные    | 53 873 46 (0,1 %) | 35 174 3 481 (9,9 %) | 232 734 117 859 (50,6 %) | 54 019 35 494 (65,7 %) |
| Случаи COVID-19 с госпитализацией из них полностью вакцинированные   | 189 2 (1,1 %)     | 176 16 (9,1 %)       | 4 355 1 365 (31,3 %)     | 6 787 3 150 (46,4 %)   |
| Случаи COVID-19 интенсивной терапии из них полностью вакцинированные | 5 0 (0,0 %)       | 6 0 (0,0 %)          | 603 125 (20,7 %)         | 1 196 465 (38,9 %)     |
| Случаи COVID-19 с летальным исходом из них полностью вакцинированные | 0                 | 0                    | 160 26 (16,3 %)          | 1 577 630 (39,9 %)     |

## Вакцинация и коллективный иммунитет
Вакцинация играет важную роль в достижении так называемого коллективного иммунитета.
Эффективность вакцины, необходимая для достижения коллективного иммунитета, определяется по следующей формуле:
{\displaystyle E={\frac {1-1/R_{0}}{V_{c}}}},
где {\displaystyle E} — эффективность, {\displaystyle R_{0}} — репродуктивное число, {\displaystyle V_{c}} — доля привитых.
На данный момент в одном из мета-анализов репродуктивное число оценивается в 2,87, в более позднем — в 4,08, при этом результаты варьируются в зависимости от стран и методов измерения. Новые штаммы имеют повышенное репродуктивное число.

### Перспективы достижения коллективного иммунитета
Для достижения коллективного иммунитета придётся преодолеть множество препятствий:
- Возникают новые штаммы коронавируса, более заразные или более устойчивые к вакцинации.
- Производство вакцин технологически сложно и требует постоянных поставок множества компонентов. Если какие-то поставки прекратятся, процесс встанет.
- Трудно найти большое количество людей, достаточно компетентных для создания вакцин.
- Право на интеллектуальную собственность препятствует свободному обмену информацией о методах производства компонентов вакцин.
- Экономическое неравенство помешает привить весь мир. Страны Африки закупают вакцины или получают их в рамках благотворительности намного медленнее развитых стран.
- Эффективные мРНК-вакцины требуют хранения в крайне холодных условиях, их транспортировка затруднительна.
- Кража вакцин и продажа поддельных препаратов на чёрном рынке также могут стать препятствиями для кампании вакцинации.
- Многие люди не хотят вакцинироваться, даже если прививка им доступна.

В журнале Nature была выпущена статья «5 причин, по которым коллективный иммунитет к COVID, вероятно, невозможен». Среди этих причин были перечислены нехватка данных о том, как вакцины влияют на распространение вируса, а не симптомы COVID-19, неравномерное распределение вакцин, появление новых штаммов, неизвестная продолжительность иммунитета, возможное увеличение распространённости неосторожного поведения среди привитых.
В другой статье в том же журнале был проведён опрос эпидемиологов по поводу возможного будущего сосуществования с коронавирусом. 39 % экспертов считают, что в некоторых странах искоренить коронавирус возможно. При этом сценарии коронавирус станет вирусом эндемическим, то есть будет ещё много лет циркулировать в определённых регионах планеты. Время от времени вспышки будут перекидываться из эндемических регионов и на привитые страны. В более пессимистическом сценарии коронавирус ещё долго будет циркулировать по всему миру, но за счёт того, что вакцины хорошо защищают привитых от серьёзных случаев заболевания, в конечном итоге он станет чем-то вроде сезонного гриппа.
Антивакцинаторство остаётся важнейшим препятствием на пути к достижению коллективного иммунитета. Хотя вакцинация не гарантирует 100 % защиту от коронавируса, непривитые люди заражаются чаще привитых и более подвержены риску заболеть в тяжёлой форме. Высокопоставленные должностные лица из CDC и NIH предоставили обновленную информацию о всплеске госпитализаций и смертей в США из-за COVID-19 и указали, что пандемия коронавируса становится пандемией непривитых. Это утверждение подтверждается данными, показывающими, что в некоторых регионах США во время очередной волны коронавируса более 99 % переболевших COVID-19 в тяжёлой форме были непривитыми.
В то же время ещё в августе 2021 года стала известна оценка, которую получило Американское общество инфекционных болезней. Оно подсчитало, что коллективный иммунитет будет обеспечен, когда защиту от коронавируса SARS-CoV-2 приобретёт более 90 % населения, но подобный уровень представляется очень маловероятным. Ранее считалось, что пандемия утихнет, как только 60-70 % населения переболеют COVID-19 или будут вакцинированы. Корректировка оценок связана, в частности, с появлением дельта-штамма.

## Безопасность вакцинации
Безопасность вакцин изучается во время крупных клинических испытаний на десятках тысяч человек, затем побочные эффекты отслеживаются системами мониторинга безопасности. Антипрививочники часто используют данные таких систем (например, американской VAERS) для завышения количества побочных эффектов от вакцинации. Необходимо понимать, что о побочных эффектах в VAERS может заявлять практически кто угодно — точнее, поставщики медицинских услуг, производители вакцин и общественность. На сайте VAERS прямо сказано, что отчёты о побочных эффектах в VAERS не позволяют сделать вывод о существовании причинно-следственной связи между вакцинацией и осложнением. Многие внесённые в VAERS случаи смерти после вакцинации никак не могут быть связаны с прививкой. Анализ всех смертей, зарегистрированных в VAERS c 1997 по 2013 год, показал сильное сходство основных причин этих смертей с основными причинами смертей среди населения в целом, и на миллион доз вакцины приходилось всего одно сообщение о смерти. В целом в анализе не было найдено причинно-следственной связи между вакцинацией и смертями. По данным трёх анализов побочных эффектов из VAERS, менее половины из них могут быть с какой-то степенью достоверности связаны с вакцинацией (см. изображение справа). В случае вакцин от коронавируса похоже, что количество смертей после вакцинации, зарегистрированное в VAERS, можно ожидать и случайным образом. Все сообщения о смерти были проанализированы CDC и FDA, и причинно-следственная связь не была обнаружена.
Повышенное количество сообщений об осложнениях после новых вакцин, в том числе после вакцин от COVID-19, может объясняться эффектом Вебера: новые медицинские препараты обычно привлекают к себе больше внимания и о побочных эффектах после них поступает больше сообщений. Кроме того, если многие вакцины вводят преимущественно детям, то вакцины от коронавируса чаще вводились пожилым людям. Если 68 % умерших после обычных вакцин — это дети, то 80 % умерших после вакцин от коронавируса — это люди старше 60 лет, подверженные особо высокому риску смертности.

## Эффективность и безопасность вакцин на практике

### Россия
Ряд регионов предоставили изданию «Коммерсантъ» данные о проценте заболевших коронавирусом после вакцинации. В Курской области среди полностью привитых «Спутником V» заболело 0,14 %, «ЭпиВакКороной» — 0,2 %, «КовиВаком» — 0,2 %. Среди получивших оба укола «Спутника V» жителей Ульяновской области заболели 0,7 %, «ЭпиВакКороны» — 1,04 %, «КовиВака» — 1,3 %. Среди привитых вакциной «Спутник V» в Санкт-Петербурге заразилось 1,64 %, «КовиВаком» — 0,9 %, «ЭпиВакКороной» — 6 % сделавших оба укола. При этом данные для всех вакцин, кроме «Спутник V», могут быть ненадёжны из-за небольшого числа привитых.
В препринте исследования независимой команды учёных в Санкт-Петербурге был сделан вывод о 81 % эффективности вакцины в предотвращении госпитализации и 76 % эффективности в защите от тяжёлых повреждений лёгких. Хотя достоверно неизвестно, какой вакциной прививались испытуемые и каким штаммом заражались, на момент исследования подавляющее большинство россиян было привито вакциной «Спутник V» и заражалось дельта-штаммом.

### Великобритания
В Великобритании одобрены к использованию 4 вакцины: Pfizer/BioNTech, Moderna, AstraZeneca и Johnson&Johnson. Данные об эффективности вакцин по состоянию на 19 августа 2021 года приведены в таблице ниже. По данным системы Жёлтых карточек, до 11 августа 2021 года на 1000 прививок приходилось 3-7 сообщений о возможных побочных эффектах. Подавляющее большинство побочных реакций безобидны — это боль, усталость, тошнота и и т. д. Среди опасных и очень редких побочных реакций — анафилаксия, тромбоцитопения (14,9 на миллион доз AstraZeneca), синдром капиллярной утечки (11 случаев у привитых AstraZeneca), миокардит (5/1000000 доз Pfizer, 16,6/1000000 доз Moderna) и перикардит (4,3/1000000 доз Pfizer, 14/1000000 доз Moderna), отёк лица у привитых Pfizer и Moderna с кожными наполнителями. Количество случаев паралича Белла не превышало естественную распространённость этого состояния в популяции. Распространённость нарушений менструального цикла после вакцины также была невелика по сравнению с количеством привитых и естественной распространённостью этих состояний. Не было найдено связи вакцин с осложнениями при родах, выкидышами, мертворождениями, врождёнными аномалиями.
| Исход                             | Эффективность вакцины | Эффективность вакцины | Эффективность вакцины | Эффективность вакцины |
| Исход                             | Pfizer                | Pfizer                | AstraZeneca           | AstraZeneca           |
| Исход                             | 1 доза                | 2 дозы                | 1 доза                | 2 дозы                |
| --------------------------------- | --------------------- | --------------------- | --------------------- | --------------------- |
| Симптоматическое заболевание      | 55-70 %               | 85-95 %               | 55-70 %               | 70-85 %               |
| Госпитализация                    | 75-85 %               | 90-99 %               | 75-85 %               | 80-99 %               |
| Смерть                            | 70-85 %               | 95-99 %               | 75-85 %               | 75-99 %               |
| Заражение (включая бессимптомное) | 55-70 %               | 70-90 %               | 55-70 %               | 65-90 %               |
| Распространение заболевания       | 45-50 %               | -                     | 35-50 %               | -                     |

### США
Центры по контролю и профилактике заболеваний США выпустили несколько исследований эффективности вакцинации. Так, в проспективном исследовании 3950 медицинских работников эффективность мРНК вакцин (Pfizer и Moderna) составила 90 %. В ещё одном исследовании вакцина снизила риск госпитализации среди людей старше 65 лет на 94 %. В третьем исследовании эффективность вакцин для предотвращения заражения вирусом у жителей домов престарелых составила 74,7 % в начале программы вакцинации и 53,1 % после распространения штамма Дельта.
Центры по контролю и профилактике заболеваний США заявляют, что вакцины, применяемые в США, безопасны и проходят самый тщательный в истории США мониторинг безопасности. Было выявлено лишь два тяжёлых побочных эффекта: анафилаксия и тромбоз с синдромом тромбоцитопении после вакцины Johnson & Johnson. Тромбоз встречается с частотой 7 на миллион доз у женщин в возрасте 18-49 лет. Анафилаксия встречается с частотой 2,8/1000000.

### Израиль
Хотя ранее в исследованиях из Израиля эффективность двух доз Pfizer превышала 90 %, после появления в стране Дельта-варианта эффективность вакцины снизилась до 64 %, хотя эффективность против госпитализации и тяжёлых случаев коронавируса осталась высокой.

### Болгария
В настоящее время в Болгарии к применению одобрены к использованию 4 вакцины: Pfizer/BioNTech, Moderna, AstraZeneca и Johnson&Johnson. При этом иностранцам разрешено въезжать в Болгарию также при наличии сертификата о вакцинации «Спутником V». По данным единого портала Министерства здравоохранения Болгарии 95 % умерших от коронавируса за последнее время граждан не были вакцинированы.

### Аргентина
В Аргентине сообщалось о 45 728 побочных эффектах — 357,22/100 тыс. доз. Данные о безопасности различных вакцин приведены в таблице ниже. Был сделан вывод о высокой безопасности вакцин, применяемых в Аргентине. Среди пожилых (лиц старше 60 лет) одна доза вакцин Спутник V и AstraZeneca снижали смертность на 70-80 %, две дозы — на 90 %.
| Вакцина                                  | Спутник V | Covishield/ AstraZeneca | Sinopharm | Всего      |
| ---------------------------------------- | --------- | ----------------------- | --------- | ---------- |
| Введено доз                              | 6 964 344 | 2 305 351               | 3 531 420 | 12 801 115 |
| Побочные эффекты на 100 тыс. доз         | 580,74    | 153,69                  | 49,27     | 357,22     |
| Тяжёлые побочные эффекты на 100 тыс. доз | 2,78      | 3,07                    | 1,19      | 2,39       |

## Вакцинация для переболевших
В двух обзорах исследований был сделан вывод, что введение одной дозы вакцины после болезни приводит к существенному росту титров антител — более того, они могут превышать титры антител, обнаруженные у людей, привитых обеими дозами вакцины или переболевших и непривитых.
Кроме того, прививка улучшает иммунный ответ против вирусов Альфа, Бета и Дельта штаммов, что важно, учитывая их способность уходить от иммунного ответа и повышенную вероятность реинфицирования после заражения штаммом Дельта.
В исследовании CDC был сделан вывод, что вакцинация понижает вероятность реинфицирования в 2,34 раза.
В связи с тем, что уровень антител после лёгкого течения заболевания может быть низким, Всемирная организация здравоохранения рекомендует переболевшим прививаться от COVID-19. Центры по контролю и профилактике заболеваний США также рекомендуют переболевшим прививаться. Возможно, одной дозы достаточно при ревакцинации.

## Доклинические исследования

### В мире
По данным ВОЗ на 19 марта 2021, в мире 182 вакцины-кандидата находятся на стадии доклинических испытаний.

### В России
В России такие исследования, кроме уже указанных выше
Национального исследовательского центра эпидемиологии и микробиологии им. Н. Ф. Гамалеи и Государственного научного центра вирусологии и биотехнологии «Вектор», ведут следующие научно-исследовательские учреждения:
- Федеральный научный центр исследований и разработки иммунобиологических препаратов им. М. П. Чумакова РАН
- Санкт-Петербургский научно-исследовательский институт вакцин и сывороток ФМБА России
- Санкт-Петербургская биотехнологическая компания «Биокад»
- Казанский федеральный университет
- Московский государственный университет им. Ломоносова
- Институт биоорганической химии имени М. М. Шемякина и Ю. А. Овчинникова РАН
- Институт общей генетики имени Н. И. Вавилова РАН
- Институт экспериментальной медицины в Санкт-Петербурге
- Научно-исследовательский институт гриппа имени А. А. Смородинцева Минздрава России

Кроме того, в разработке участвуют:
- Санкт-Петербургский политехнический университет Петра Великого
- Крымский федеральный университет имени В. И. Вернадского

## Распределение вакцин по странам

### AstraZeneca, Pfizer/BioNTech и Moderna
В конце 2020 года три крупнейших производителя вакцин (AstraZeneca, Pfizer/BioNTech и Moderna) заявили, что к концу 2021 года они вместе смогут произвести 5,3 миллиарда доз вакцины. Теоретически, этого хватило бы на вакцинацию около 3-х миллиардов человек, то есть на одну треть населения земного шара. Однако большая часть этой вакцины уже зарезервирована. Так, 27 стран, входящих в Евросоюз, а также 4 другие страны (США, Канада, Великобритания и Япония) вместе взятые заблаговременно зарезервировали большую часть, причём зарезервировали с большим запасом. Так, Канада предусмотрела со всеми опциями до 9 доз вакцины на человека, США — более 7 доз вакцины на человека, страны Евросоюза — 5 доз.
Проблема заключается в том, что вышеуказанные страны, зарезервировав около двух трети доступной вакцины, имеют население всего 13 % от мирового.
| Производство                   | Всего                | Кол-во зарезервированных доз    | Кол-во доз вакцины на человека |
| ------------------------------ | -------------------- | ------------------------------- | ------------------------------ |
| AstraZeneca 3,0 млрд доз       | 5,3 млрд доз вакцины | Европейский союз — 1,5 млрд доз | 5                              |
| AstraZeneca 3,0 млрд доз       | 5,3 млрд доз вакцины | США — 1,0 млрд доз              | 7                              |
| Pfizer / BioNTech 1,3 млрд доз | 5,3 млрд доз вакцины | Канада — 385 млн доз            | 9                              |
| Pfizer / BioNTech 1,3 млрд доз | 5,3 млрд доз вакцины | Великобритания — 355 млн доз    | 5                              |
| Moderna 1,0 млрд доз           | 5,3 млрд доз вакцины | Япония — 290 млн доз            | 2                              |
| Moderna 1,0 млрд доз           | 5,3 млрд доз вакцины | Другие страны — 1,77 млрд доз   |                                |

### Спутник V
Вакцина Спутник V российского изготовления по состоянию на июнь 2021 года произведена и использована в объёме 24 млн доз, при этом фондом РФПИ заключены соглашения на её производство в других странах в объёме 1,24 млрд доз для 620 млн человек: в том числе в Индии на площадках Hetero, Gland Pharma, Stelis Biopharma, Virchow Biotech и Panacea Biotec — около 852 млн доз, на площадках TopRidge Pharma, Shenzhen Yuanxing Gene-tech и Hualan Biological Bacterin (Китай) — 260 млн доз, Minapharm (Египет) — 40 млн доз, а также в Республике Корея и Бразилии. Спутник V также будет производиться или уже производится в Беларуси, Казахстане, Иране, Аргентине, Турции, Сербии и Италии.

### Китайские вакцины
В новогоднем обращении по случаю наступления 2022 года председатель КНР Си Цзиньпин сообщил, что КНР поставила 2 млрд доз вакцин 120 странам и международным организациям.

## Стоимость
| Производитель           | Цена дозы                                                                    |
| ----------------------- | ---------------------------------------------------------------------------- |
| AstraZeneca             | USD 2,15 в ЕС (~ EUR 1,85); USD 3 — 4 в США и Великобритании; USD 5,25 в ЮАР |
| НИЦЭМ им. Гамалеи       | RUB 450 (~ EUR 5,3)                                                          |
| Janssen/Johnson&Johnson | USD 10 (~ EUR 8,62)                                                          |
| Sinopharm               | USD 10 (~ EUR 8,62)                                                          |
| Bharat Biotech          | INR 1410 (~ EUR 16,59)                                                       |
| Pfizer/BioNTech         | USD 19,5 (~ EUR 16,81)                                                       |
| Moderna                 | USD 25 — 37 (~ EUR 21,55 — 31,9)                                             |

## Политический подтекст

### Спутник V
В риторике представителей государственной власти РФ отмечаются заявления о политической коннотации действий регуляторов ЕС, затягивающих одобрение российской вакцины Спутник V для применения на европейском рынке. При этом категорически отказываются от закупок Спутника V Литва и Польша. Премьер-министр Литвы Ингрида Шимоните назвала вакцину Спутник V «плохим для человечества, гибридным оружием Путина, чтобы разделять и властвовать». Глава канцелярии премьер-министра Польши Михал Дворчик заявил, что Спутник V «используется Россией в политических целях».
В свою очередь, дипломатическая служба ЕС утверждает, что государственные информагентства РФ, в свою очередь, публично принижают качества одобренных в ЕС вакцин, разработанных ведущими западными компаниями (Big Pharma) AstraZeneca, Pfizer, BioNTech, Moderna, Janssen / Johnson&Johnson.
Производители вакцины Спутник V заявили, что препятствование одобрению её применения на западных рынках связано с действиями лоббистов «Большой Фармы» (Big Pharma) в национальных и наднациональных органах этих стран. По их мнению, лоббисты нацелены на защиту западных рынков от значительно более дешёвой и ничуть не менее эффективной российской вакцины, учитывая, что российские производители никогда ранее не претендовали на значительные доли рынка вакцин.

### Опасность использования непроверенных вакцин
25 августа 2020 года в интервью агентству Reuters ведущий американский эксперт по вакцинам Энтони Фаучи предостерёг от использования недостаточно проверенных вакцин:

Единственное, чего не должно быть — это разрешения на экстренное использование вакцины до того, как появятся доказательства её эффективности. Преждевременная регистрация одной из вакцин может затруднить привлечение людей для испытаний других вакцин. Для меня крайне важно, чтобы вы окончательно показали, что вакцина безопасна и эффективна.
Оригинальный текст (англ.)The one thing that you would not want to see with a vaccine is getting an EUA (emergency use authorization) before you have a signal of efficacy.

One of the potential dangers if you prematurely let a vaccine out is that it would make it difficult, if not impossible, for the other vaccines to enroll people in their trial.

To me, it's absolutely paramount that you definitively show that a vaccine is safe and effective.
Заявление было сделано в связи с тем, что президент США Дональд Трамп предоставил экстренное разрешение на лечение заражённых SARS-CoV-2 при помощи переливания плазмы крови ещё до проверки и оценки этого метода клиническими испытаниями.
Против вакцинации всеми указанными вакцинами в период эпидемии коронавируса активно выступает известный вирусолог, лауреат Нобелевской премии в области медицины и физиологии 2008 года Люк Монтанье. Ранее Люк Монтанье обвинялся в поддержке псевдонаучной теории памяти воды и антивакцинаторства.

## Дезинформация о вакцинах
По данным отчёта Center for Countering Digital Hate, многие антипрививочники восприняли пандемию коронавируса как возможность распространить свои убеждения среди большого количества людей и создать долговременное недоверие к эффективности, безопасности и необходимости вакцин. Онлайн-аудитория антивакцинаторов растёт, социальные сети, несмотря на их усилия по борьбе с дезинформацией, не справляются с усилиями по продвижению псевдонаучных теорий. Задача антипрививочников — донести до людей 3 послания: коронавирус не опасен, вакцины опасны, защитникам вакцинации нельзя доверять. Особую роль в антипрививочном движении играют конспирологи и люди, зарабатывающие деньги на продвижении альтернативной медицины в качестве альтернативы прививкам.
По мнению главного редактора блога Science-Based Medicine Дэвида Горски, в антипрививочном движении нет ничего нового, и дезинформация о вакцинах от COVID-19 не нова — старые мифы антипрививочников были просто переделаны для новых вакцин.

## Нерешительность по отношению к вакцинации
Распространяющаяся дезинформация о вакцинах от COVID-19, неравенство и неспособность найти точную информацию порождают недоверие к вакцинам, которое может подорвать усилия, направленные на вакцинацию населения. Неуверенность в вакцинации получила достаточно широкое распространение и стала глобальной проблемой. Более того, люди, проявляющие нерешительность по отношению к вакцинам, реже носят маску и соблюдают социальную дистанцию. Из-за дискриминации, недоверия правительству и органам здравоохранения члены этнических меньшинств, которые более подвержены заражению, с меньшим доверием относятся к вакцинам.
| Страна | Мета-анализ Qiang Wang, данные до ноября 2020 | Опрос gallup, вторая половина 2020 | Опрос Yougov, обновляющиеся данные |
| ------ | --------------------------------------------- | ---------------------------------- | ---------------------------------- |
| Мьянма |                                               | 4 %                                |                                    |
| Непал  |                                               | 13 %                               |                                    |
|        |                                               |                                    |                                    |